# Steven Defour
Steven Defour (ur. 15 kwietnia 1988 w Mechelen) – belgijski piłkarz występujący na pozycji pomocnika w reprezentacji Belgii.

## Kariera klubowa
Defour urodził się w Mechelen, a piłkarskie treningi rozpoczął w klubie Hombeek. Z czasem został zawodnikiem młodzieżowej drużyny KV Mechelen. W 2002 roku przeszedł do Racingu Genk (był bliski przejścia do Ajaksu Amsterdam), a w sezonie 2004/2005 zadebiutował w rozgrywkach Eerste klasse. Rozegrał 4 ligowe spotkania i zajął z Racingiem 4. miejsce w lidze gwarantujące start w Pucharze UEFA. Rok później był już podstawowym zawodnikiem Genku i zaliczył nie tylko starty w europejskich pucharach, ale także swoje pierwsze trafienie w lidze, które miało miejsce 5 listopada 2005 w wygranym 4:1 meczu z K.S.V. Roeselare. Na koniec sezonu 2005/2006 zajął z Racingiem 5. pozycję w lidze. Przez dwa sezony wystąpił w 30 meczach i zdobył jednego gola.
W lipcu 2006 roku Defour przeszedł do Standardu Liège za 2,25 miliona euro. W zespole prowadzonym przez Michela Preud'homme'a zadebiutował 30 lipca w przegranym 1:2 wyjazdowym meczu z KSC Lokeren. W pierwszym roku gry w Standardzie rozegrał 29 meczów i strzelił 4 gole. W następnym sezonie pomógł swojej drużynie w zdobyciu tytułu mistrza Belgii. 16 sierpnia 2011 roku podpisał kontrakt z FC Porto, kosztował 6 mln euro.
W 2014 roku Defour został zawodnikiem RSC Anderlecht. W latach 2016–2019 grał w Burnley F.C., w sezonie 2019/2020 - w Royalu Antwerp FC, a w sezonie 2020/2021 - w KV Mechelen.

## Kariera reprezentacyjna
W reprezentacji Belgii Defour zadebiutował 11 maja 2006 roku w wygranym 2:1 towarzyskim spotkaniu z Arabią Saudyjską. W eliminacjach do Euro 2008 był podstawowym zawodnikiem kadry "Czerwonych Diabłów".

## Statystyki kariery
(aktualne na dzień 3 grudnia 2018)
| Klub             | Sezon   | Liga            | Mecze | Bramki |
| ---------------- | ------- | --------------- | ----- | ------ |
| KRC Genk         | 2004/05 | Eerste klasse   | 4     | 0      |
| KRC Genk         | 2005/06 | Eerste klasse   | 26    | 1      |
| Standard Liège   | 2006/07 | Eerste klasse   | 29    | 4      |
| Standard Liège   | 2007/08 | Eerste klasse   | 24    | 1      |
| Standard Liège   | 2008/09 | Eerste klasse   | 31    | 4      |
| Standard Liège   | 2009/10 | Eerste klasse   | 13    | 1      |
| Standard Liège   | 2010/11 | Eerste klasse   | 27    | 3      |
| Standard Liège   | 2011/12 | Eerste klasse   | 1     | 0      |
| FC Porto         | 2011/12 | Primeira Liga   | 24    | 1      |
| FC Porto         | 2012/13 | Primeira Liga   | 25    | 2      |
| FC Porto         | 2013/14 | Primeira Liga   | 16    | 0      |
| RSC Anderlecht   | 2014/15 | Eerste klasse   | 29    | 6      |
| RSC Anderlecht   | 2015/16 | Eerste klasse   | 32    | 2      |
| RSC Anderlecht   | 2016/17 | Eerste klasse   | 2     | 1      |
| Burnley          | 2016/17 | Premier League  | 21    | 1      |
| Burnley          | 2017/18 | Premier League  | 24    | 1      |
| Burnley          | 2018/19 | Premier League  | 6     | 0      |
| Royal Antwerp FC | 2019/20 | Eerste klasse A | 11    | 0      |
| KV Mechelen      | 2020/21 | Eerste klasse A | 16    | 0      |
| Ogólnie          | Ogólnie | Ogólnie         | 333   | 29     |

## Sukcesy
Standard Liège
- Mistrzostwo Belgii: 2007/08, 2008/09
- Puchar Belgii: 2010/11
- Superpuchar Belgii: 2008, 2009

Porto
- Mistrzostwo Portugalii: 2011/12, 2012/13
- Superpuchar Portugalii: 2012, 2013

Indywidualne
- Belgijski Złoty But: 2007